# Alfa Romeo G2
De Alfa Romeo G2 is een model van het Italiaanse automerk Alfa Romeo. De G2 werd in 1921 gebouwd en was een lichtere versie van de Alfa Romeo G1.